# Marjorie Rice
Marjorie Rice (née Jeuck; São Petersburgo, Flórida, 16 de fevereiro de 1923 – San Diego, 2 de julho de 2017) foi uma matemática amadora, conhecida por suas descobertas em geometria.
| Type 9                               | Type 11                                            | Type 12                                            | Type 13                                |
| ------------------------------------ | -------------------------------------------------- | -------------------------------------------------- | -------------------------------------- |
|                                      |                                                    |                                                    |                                        |
| b = c = d = e 2A + C = D + 2E = 360° | 2a + c = d = e A = 90°, 2B + C = 360° C + E = 180° | 2a = d = c + e A = 90°, 2B + C = 360° C + E = 180° | d = 2a = 2e B = E = 90°, 2A + D = 360° |